# Ricardo Carbajal
Ricardo Carbajal Oteo (Ciudad de México, México, 17 de octubre de 1968) es un exfutbolista y entrenador mexicano. Actualmente no tiene equipo después de ser destituido por el Club Puebla de la Liga MX. 

## Trayectoria
Carbajal comenzó su carrera en 2007 con el Tecamachalco. Más tarde, fue auxiliar de Ricardo Valiño en Mérida y Lobos BUAP.
El 21 de julio de 2020 fue nombrado como el primer entrenador en la historia de los Industriales de Naucalpan donde permaneció hasta el 2021. Más tarde, pasó al Atlético Capitalino, donde solo dirigió la primera vuelta debido a la expulsión del cuadro capitalino de la temporada.
En el año 2022, tomó las riendas del equipo sub-23 de Puebla. En agosto de 2023, fue confirmado como entrenador interino del primer equipo luego del despido de Eduardo Arce. El 7 de septiembre, fue confirmado en su cargo hasta la finalización del Torneo Apertura 2023.Si bien logró clasificar al club a los cuartos de final, caería en dicha instancia ante Tigres.El 14 de diciembre, fue ratificado en su cargo y firmó un contrato por doce meses.
A pesar de extender su contrato, los malos resultados en el inicio del torneo Clausura 2024, fue cesado tras ocho encuentros dirigidos.

## Estadísticas como entrenador
| Club Puebla | México |           |    |   |   |   |        |
| Club Puebla | México | 2023-2024 | 22 | 8 | 5 | 9 | 43.94% |